# Anna Cathcart
Anna Cathcart (Vancouver, Columbia Británica, 16 de junio de 2003) es una actriz canadiense, conocida principalmente por interpretar a Agent Olympia en la temporada 2 de Odd Squad. Cathcart también ha ganado notoriedad al interpretar a Kitty en la serie de películas de Netflix A todos los chicos de los que me enamoré y en el spin-off XO, Kitty, a Dizzy Tremaine en Descendants 2 y Descendants 3, y a Zoe Valentine en la serie web homónima.

## Filmografía

### Películas
| Año  | Título                                     | Rol                          | Notas | Ref.  |
| ---- | ------------------------------------------ | ---------------------------- | ----- | ----- |
| 2016 | Odd Squad: The Movie                       | Agent Olympia                |       | [ 1 ] |
| 2018 | A todos los chicos de los que me enamoré   | Katherine "Kitty" Song-Covey |       | [ 2 ] |
| 2020 | A todos los chicos: P.D. Todavía te quiero | Katherine "Kitty" Song-Covey |       | [ 3 ] |
| 2021 | A todos los chicos: Para siempre           | Katherine "Kitty" Song-Covey |       | [ 4 ] |

### Televisión
| Año           | Título                             | Rol                          | Notas                                               | Ref.   |
| ------------- | ---------------------------------- | ---------------------------- | --------------------------------------------------- | ------ |
| 2016–2019     | Odd Squad                          | Agent Olympia                | Principal (temporada 2); 35 episodios               | [ 5 ]  |
| 2016–2017     | OddTube                            | Agent Olympia                | Principal (temporada 1); 20 episodios               | [ 6 ]  |
| 2017          | Dino Dana                          | Robyn                        | 2 episodes; Recurring role                          | [ 7 ]  |
| 2017          | Descendants 2                      | Dizzy Tremaine               | Elenco principal, película de TV Disney Channel     | [ 8 ]  |
| 2017–2018     | Once Upon a Time                   | Tween Drizella               | 2 episodios; recurrente                             | [ 9 ]  |
| 2018          | Odd Squad: World Turned Odd        | Agent Olympia                | Elenco principal, película de TV                    | [ 10 ] |
| 2018          | Under the Sea: A Descendants Story | Dizzy Tremaine               | Elenco principal, cortometraje de TV Disney Channel | [ 11 ] |
| 2019          | Fast Layne                         | Anna                         | 4 episodios; invitada                               | [ 12 ] |
| 2019          | Descendants 3                      | Dizzy Tremaine               | Elenco principal, película de TV Disney Channel     | [ 13 ] |
| 2021          | Spin                               | Molly                        | Telefilme                                           | [ 14 ] |
| 2023—presente | XO, Kitty                          | Katherine "Kitty" Song-Covey | Protagonista, serie de TV Netflix                   |        |

### Web
| Año  | Título           | Rol           | Notas                      | Ref.   |
| ---- | ---------------- | ------------- | -------------------------- | ------ |
| 2019 | Zoe Valentine    | Zoe Valentine | Protagonista; 15 episodios | [ 15 ] |
| 2019 | Spring Breakaway | Zoe Valentine |                            | [ 16 ] |
| 2020 | Letters To       | Ella misma    | Anfitriona; 10 episodios   | [ 17 ] |

## Premios y nominaciones
| Año  | Asociación             | Categoría                                                   | Obra                                  | Resultado | Ref.   |
| ---- | ---------------------- | ----------------------------------------------------------- | ------------------------------------- | --------- | ------ |
| 2019 | Canadian Screen Awards | Best Performance in a Children's or Youth Program or Series | Odd Squad                             | Ganadora  | [ 18 ] |
| 2025 | Kids' Choice Awards    | Estrella de televisión femenina favorita (familia)          | Por su papel de Kitty en Besos, Kitty | Nominada  | [ 19 ] |